# Момбазільйо
Момбазільйо (італ. Mombasiglio, п'єм. Mombasili) — муніципалітет в Італії, у регіоні П'ємонт,  провінція Кунео.
Момбазільйо розташоване на відстані близько 460 км на північний захід від Рима, 85 км на південь від Турина, 34 км на схід від Кунео.
Населення — 613 осіб (2014).

## Демографія
Населення за роками:

Станом на 1 січня 2023 року в муніципалітеті офіційно проживало 26 іноземців з 11 країн, серед них 12 громадян країн Євросоюзу.

## Сусідні муніципалітети
- Чева
- Лезеньо
- Монастероло-Казотто
- Сан-Мікеле-Мондові
- Сканьелло